# Conchylodes bryophilalis
Conchylodes bryophilalis là một loài bướm đêm trong họ Crambidae.